# Йосімура Масахіро
Йосімура Масахіро (28 жовтня 1936 — 27 вересня 2003) — японський плавець.
Призер Олімпійських Ігор 1956 року.